# Zungenklavier
Ein Zungenklavier ist eine große Spieldose mit Tastatur. Die ersten Zungenklaviere ließ der Instrumentenbauer Hector Papelard 1847 in Paris unter dem Namen Claviola patentieren.

## Bauform
Das Zungenklavier gehört wie die afrikanischen Lamellophone zur Gruppe der Zupfidiophone. Den Namen trägt dieses Instrument wahrscheinlich, weil die Zähne eines Metallkammes als sogenannte Zungen dienen. Je tiefer diese eingeschnitten sind, desto tiefer ist auch der erklingende Ton. Der Metallkamm wiederum sitzt so zu einer Stiftwalze, die durch eine Kurbel angetrieben wird, dass die Stifte beim Drehen auf die Zähne treffen und diese mitreißen. Die dadurch erklingenden Töne ergeben meist ein komplettes Musikstück, das durch die Platzierung der Stifte festgelegt wurde. 
Da die Kurbel mit dem Stück innerhalb einer Dose liegt, wird dieses Instrument Spieldose genannt. Dennoch muss zwischen Spieldose und Spieluhr unterschieden werden. Bei letzterer wird die Kurbel nicht mehr mit der Hand bedient, sondern sie spielt ganz von allein, angetrieben von einer Uhrfeder.

## Entwicklung
Spieldosen wurden vermutlich erst im 19. Jahrhundert entwickelt. Zuerst traten sie in der Schweiz und in Frankreich auf. Später verbreiteten sie sich immer weiter. Die Anreißvorrichtungen wurden so ebenfalls immer weiter verbessert. Als zusätzlicher Helfer wurden zudem auch Dämpfer eingesetzt.